# Урша Раукар-Гамулін
Урша Раукар-Гамулін (Загреб, 18 травня 1960) — хорватська актриса театру, телебачення і кіно, а також політична активістка. Вона є постійним учасником ансамблю Загребського молодіжного театру.

## Біографія
Урша Раукар-Гамулін народилась 18 травня 1960 року у Загребі. Окрім акторської роботи в Хорватії Урша відома громадськості як активістка спільної організації протестів та демонстрацій проти президента США Джорджа Буша, мера Загреба Мілана Бандича У своїй діяльності відстоює націоналізм, культурну політику та інші питання.
З 2017 року Урша Раукар-Гамулін бере участь у місцевій зелено-лівій політичній платформі. У 2020 році була учасницею національних виборів до хорватського парламенту за списком ширшої національної коаліційної платформи «Можемо!»

## Фільмографія

### Телевізійні ролі
- «Stipe u gostima» в ролі Ірени / Міряни (2012—2013)
- «Tajni dnevnik patke Matilde» у ролі вівці Луйзи (2010—2014)
- «Baza Djeda Mraza» у ролі няні Вільгельміни (2009)
- «Бумеранг» на посаді фінансового чиновника (2005)
- «Žutokljunac» як няня (2005)
- «Казки про таємницю та уяву», як Розі (1991)

### Кіноролі
- «Прибирання» (2014)
- «Ганьба тобі» (2013)[10]

- Одного разу зимова ніч / Jednom davno u zimskoj night (2012)[11]
- Lea i Darija — Dječje carstvo як леді в аудиторії (2011)
- Пратіоці (2008.)
- Я повинен спати, мій ангел / Морам спават ', Анжеле як Ана (2007)
- «Загорка» як друг (2007)
- Лібертас як Люсія (2006)
- Sleep Sweet, My Darling / Snivaj, zlato moje as Blanka (2005)
- Седма кроніка (1996)
- Zona sudbine (1992)
- Літо на пам'ять / Ljeto za sjećanje (1990)

### Озвучені мультфільми
- «BFG: Blagi Fantastični Gorostas» як королева Єлизавета II (2016)
- Суперсімейка / Ізбавлювачі (2004.)
- «Побуна на фермі» у ролі Бара (2004)
- У пошуках Немо / Потрага за Немом як Нара (2003)

## Опубліковані твори
- Раукар, Урша. «Наша Іці». Казаліште XIX, бр. 67/68 (2016): 32–33. https://hrcak.srce.hr/184722